# Мортеза Магджуб
Мортеза Махджуб (20 березня 1980, Тегеран) – іранський шахіст, гросмейстер від 2007 року.

## Шахова кар'єра
Від початку XXI століття належить до когорти провідних іранських шахістів. У 2000—2006 роках чотири рази виступав на шахових олімпіадах, 2001 року – на командному чемпіонаті світу, а також від 2003 до 2008 року – тричі на командних чемпіонатах Азії, на яких здобув дві срібні нагороди в особистому заліку, а також одну бронзову — в командному. 2003 року переміг на зональному турнірі, що проходив у Дубаї, завдяки чому здобув путівку до чемпіонату світу ФІДЕ 2004, який проходив у Триполі за нокаут-системою. На тому турнірі в першому раунді поступився на дограванні Зурабові Азмайпарашвілі. 2005 року виграв у Тегерані золоту медаль чемпіонату Ірану в особистому заліку, 2006 року – срібну.
Гросмейстерські норми виконав на таких трьох турнірах: турнірі за круговою системою в Маріанських Лазнях (2006, 2-ге місце після Бартоломея Хеберли, олімпіаді в Турині (2006), а також турнірі за швейцарською системою в Ахвазі (2007, поділив I місце з Ехсаном Гаемом Магамі i Тиграном Котаняном). До інших його успіхів належать: 1-ше місце в Шарджі (2003), поділ 1-го місця в Адені (2005, разом із Мохамедом Тіссіром, Георгієм Багатуровим i Слімом Белкоджою), а також 1-ше місце в Урмії (2007).
Найвищий рейтинг мав станом на 1 липня 2010 року, досягнувши 2546 пунктів посідав 3-тє місце (позаду Ехсана Гаема Магамі i Ельшана Морадіабаді) серед іранських шахістів.

## Досягнення для книги рекордів Гіннеса
13-14 серпня 2009 року Мортеза Махджуб побив світовий рекорд з кількості партій під час сеансу одночасної гри. Впродовж 18 годин зіграв 500 партій проти шахістів з різних куточків Ірану, з яких 397 виграв, 90 звів унічию і 13 програв, таким чином набравши 88 % очок. Ця подія відбувалася в залі імені Ядгара Емама, який розміщений у Спорткомплексі імені революції. Головним спонсором була італійська цукеркова фабрика, а організаторами виступили: федерація шахів Ірану, національний олімпійський комітет і третій канал телебачення, який транслював цю подію в прямому ефірі.
В перші години гра проходила у важких умовах, оскільки температура в залі була вищою, ніж ззовні. Однак потім повітря стало прохолоднішим. Під час гри Мортеза Махджуб зробив лише дві перерви по 30 хвилин, на обід і вечерю. Пізно ввечері кілька гравців знепритомніли від утоми й лікареві довелось надавати їм допомогу. Сеанс завершився о четвертій годині ранку 14 серпня.
Потім цей рекорд у 2010 році побив ізраїльський шахіст Алік Гершон, а 2011 року Ехсан Гаем Магамі повернув його до Ірану.

## Зміни рейтингу
| На цьому місці має відображатися графік чи діаграма, однак з технічних причин його відображення наразі вимкнено. Будь ласка, не видаляйте код, який викликає це повідомлення. Розробники вже працюють для того, щоби відновити штатне функціонування цього графіка або діаграми. | |
| | На цьому місці має відображатися графік чи діаграма, однак з технічних причин його відображення наразі вимкнено. Будь ласка, не видаляйте код, який викликає це повідомлення. Розробники вже працюють для того, щоби відновити штатне функціонування цього графіка або діаграми. |